# スコットランド王室天文官
スコットランド王室天文官(Astronomer Royal for Scotland)は、1995年まではエディンバラ王立天文台の台長に与えられる役職であった。1995年以降は名誉職である。
スコットランド王室天文官を務めた天文学者は、以下のとおりである。
1. 1834年 - 1844年:トーマス・ヘンダーソン
2. 1846年 - 1888年:チャールズ・ピアッツィ・スミス（英語版）
3. 1889年 - 1905年:ラルフ・コープランド
4. 1905年 - 1910年:フランク・ダイソン
5. 1910年 - 1937年:ラルフ・サムプソン
6. 1938年 - 1955年:ウィリアム・グリーブス
7. 1957年 - 1975年:ハーマン・ブラック
8. 1975年 - 1980年:ヴィンセント・カートレッジ・レディッシュ（英語版）
9. 1980年 - 1990年:マルコム・ロンゲア（英語版）
10. 1991年 - 1995年:不在
11. 1995年 - 現在  :ジョン・キャンベル・ブラウン（英語版）